# 색스 로머

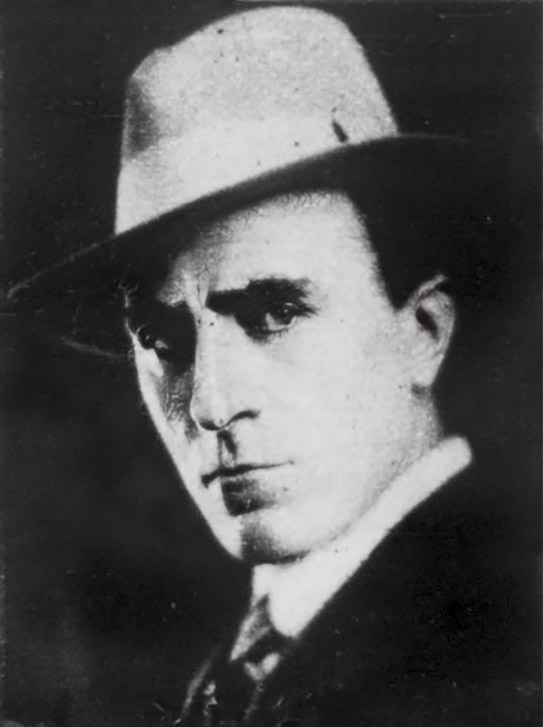

아서 헨리 사스필드 워드(Arthur Henry Sarsfield Ward, 1883년 2월 15일 ~ 1959년 6월 1일)는 색스 로머(Sax Rohmer)라는 이름으로 잘 알려진 잉글랜드의 소설가이다.

## 생애 및 업적
버밍엄에서 서기인 아일랜드 노동계급 부모인 윌리엄 워드(William Ward, 1850년 경–1932)와 매거릿 메리(Margaret Mary, née Furey, 1850년 경–1901) 사이에서 태어난 아서 워드는 처음에는 공무원으로 일하다가 글쓰기에 집중했다. 그는 색스 로머 페르소나를 창조하고 소설 쓰기 경력을 추구하기 전에 뮤직홀 공연자들을 위한 시인, 작곡가 및 코미디 스케치 작가로 일했다.
동시대 사람들인 앨저넌 블랙우드(Algernon Blackwood) 및 아서 매컨과 마찬가지로 로머도 황금여명회 파벌 중 하나의 회원 자격을 주장했다. 로머는 또한 장미십자회와의 관계를 주장했지만 그의 주장의 타당성은 의문시되었다. 그의 의사이자 가족 친구인 R. 왓슨 카운셀(R. Watson Councell) 박사가 그러한 조직과의 유일한 합법적 연결이었을 것으로 본다.
첫 출판 작품은 1903년 단편 소설 "The Mysterious Mummy"가 피어슨스 위클리(Pearson's Weekly)에 판매되면서 출판되었다. 로머의 주요 문학적 영향은 에드거 앨런 포, 아서 코난 도일 및 M.P. 쉴(M. P. Shiel)인 것으로 보인다. 그는 뮤직홀 연주자들을 위한 글쓰기에서 잡지 출판을 위한 단편 소설과 연재물에 집중하는 것으로 점차 전환했다. 1909년에 그는 로즈 엘리자베스 녹스와 결혼했다.
그는 그의 첫 번째 책인 포즈!(Pause!)를 1910년에 익명으로 출판했다.
1934년에 색스 로머는 써리 레이게이트(Surrey Reigate)의 개턴 로드(Gatton Road)에 있는 리틀 개턴(Little Gatton)이라는 새로 단장한 집으로 이사하여 1946년까지 그곳에서 살았다.
그는 1959년 아시아독감에 걸려 사망했다.